# Altentreptow
Altentreptow (phát âm tiếng Đức: [altənˈtʁeːpto]) là một đô thị ở huyện Demmin, bang Mecklenburg-Western Pomerania, Đức. Đô thị Altentreptow có diện tích 52,83 km², dân số thời điểm ngày 31 tháng 12 năm 2006 là 6153 người. Đô thị này nằm bên sông Tollense, 15 km về phía bắc Neubrandenburg.